# جيمي داوني
جيمي داوني (بالإنجليزية: Jimmy Downey)‏ (19 أكتوبر 1987 في أستراليا - ) هو لاعب كرة قدم أسترالي في مركز الوسط. شارك مع منتخب أستراليا تحت 20 سنة لكرة القدم. أما مع النوادي، فقد لعب مع سبارتا روتردام ونادي برث غلوري ونادي ويلينغتون فينيكس وNorthern Fury FC ‏ وBallarat City FC ‏ وOakleigh Cannons FC ‏.

## وصلات خارجية
- جيمي داوني على موقع قاعدة بيانات كرة القدم.إي يو (الإنجليزية)
- جيمي داوني على موقع عالم كرة القدم.نت (الإنجليزية)